# Phaenolobus maior
Phaenolobus maior är en stekelart som beskrevs av Szepligeti 1914. Phaenolobus maior ingår i släktet Phaenolobus och familjen brokparasitsteklar. Inga underarter finns listade i Catalogue of Life.